# Dialeurodes panacis
Dialeurodes panacis là một loài côn trùng cánh nửa trong họ Aleyrodidae, phân họ Aleyrodinae.
Dialeurodes panacis được Corbett miêu tả khoa học đầu tiên năm 1935.